# Baum-Mikrohabitat
Ein „Mikrohabitat“ ( μικρός mikrós, deutsch ‚klein, eng‘, lateinisch habitat- ‚[er, sie, es] bewohnt‘‘) ist ein Lebensraum mit einer geringen räumlichen Ausdehnung. Baum-Mikrohabitate sind abgrenzbare Lebensräume in, auf oder an Bäumen (sog. Biotopbäumen). Biotopbäume mit ihren spezifischen Kleinbiotopen stellen Schlüsselelemente für die Artenvielfalt von Wäldern dar. Da auch Mikrohabitate an lebenden Bäumen oft aus Totholz bestehen, besteht eine gewisse Verwandtschaft zu diesem Begriff.
Unter dem Begriff Baum-Mikrohabitate werden Veränderungen der Rinde, der Stamm- oder der Kronenstruktur an lebenden und toten Bäumen zusammengefasst. Diese können die natürlichen Abwehrreaktionen des Baumes schwächen und es kann beispielsweise zu einer Besiedlung durch verschiedene Holzpilze, Mikroorganismen oder xylobionte Insektenarten kommen. Auch viele Vögel und Säugetiere nutzen oder kreieren solche Sonderstrukturen als Brutstätte oder Rückzugsorte. Die zusätzliche Besiedlung von verschiedenen, an Baum-Mikrohabitate gebundene Lebewesen, kann die Artenvielfalt enorm erhöhen und spielt deshalb eine immer zentraler werdende Rolle in der Biodiversitätsforschung und bei der Zielsetzung, die Biodiversität zu erhalten bzw. zu erhöhen.
Bäume, die Mikrohabitat-Strukturen aufweisen oder das Potential dazu haben, werden in einem Wirtschaftswald jedoch oftmals während Durchforstungen entnommen, da sich die Holzstrukturen verändern und deshalb aus ökonomischer Perspektive eine zukünftige Nutzung nicht sinnvoll erscheint.
Baum-Mikrohabitate können bereits zersetztes Holz aufweisen oder einen Lebensraum ohne Holzzersetzung gewähren. Die Wahrscheinlichkeit eines Baumes Mikrohabitate auszuprägen nimmt dabei mit zunehmender Dimension, Alter und rückläufiger Vitalität zu. Generell gilt, dass ein größerer Baumdurchmesser aufgrund einer größeren Lebensspanne, Kronen-Totholz, lockerer Rinde und Rissen Artenreichtum fördert. In einigen Studien wurde gezeigt, dass in Mitteleuropa Laubbaumbestände bzw. Mischbestände eine größere Anzahl und Diversität von Mikrohabitaten als reine Nadelbaumbestände aufweisen. Durch forstliche Bewirtschaftung nimmt die Dichte an Baum-Mikrohabitaten in der Regel ab, jedoch können unter Umständen einige Baum-Mikrohabitate, wie beispielsweise Rindenverletzungen, auch durch Holzerntemaßnahmen gefördert werden.
Baum-Mikrohabitate lassen sich nach unterschiedlichen Formen gruppieren:
| Baum-Mikrohabitat Form                     | Beispiele                                                 |
| Baumhöhlen                                 | Spechthöhlen, Mulmhöhlen, Insektenfraßlöcher              |
| Stammverletzungen und freiliegender Splint | Abgelöste Rinde, Stamm- oder Astbrüche                    |
| Kronentotholz                              | Totäste in der Baumkrone                                  |
| Wucherungen                                | Maserknollen, Krebse                                      |
| Pilzfruchtkörper                           | Pilzkonsolen oder Fruchtkörper einjähriger Pilze          |
| Epiphytische und parasitische Strukturen   | Nester, aufliegende Pflanzen (Efeu, Misteln) und Flechten |
| Ausflüsse                                  | Saft- oder Harzfluss                                      |

## Baumhöhlen

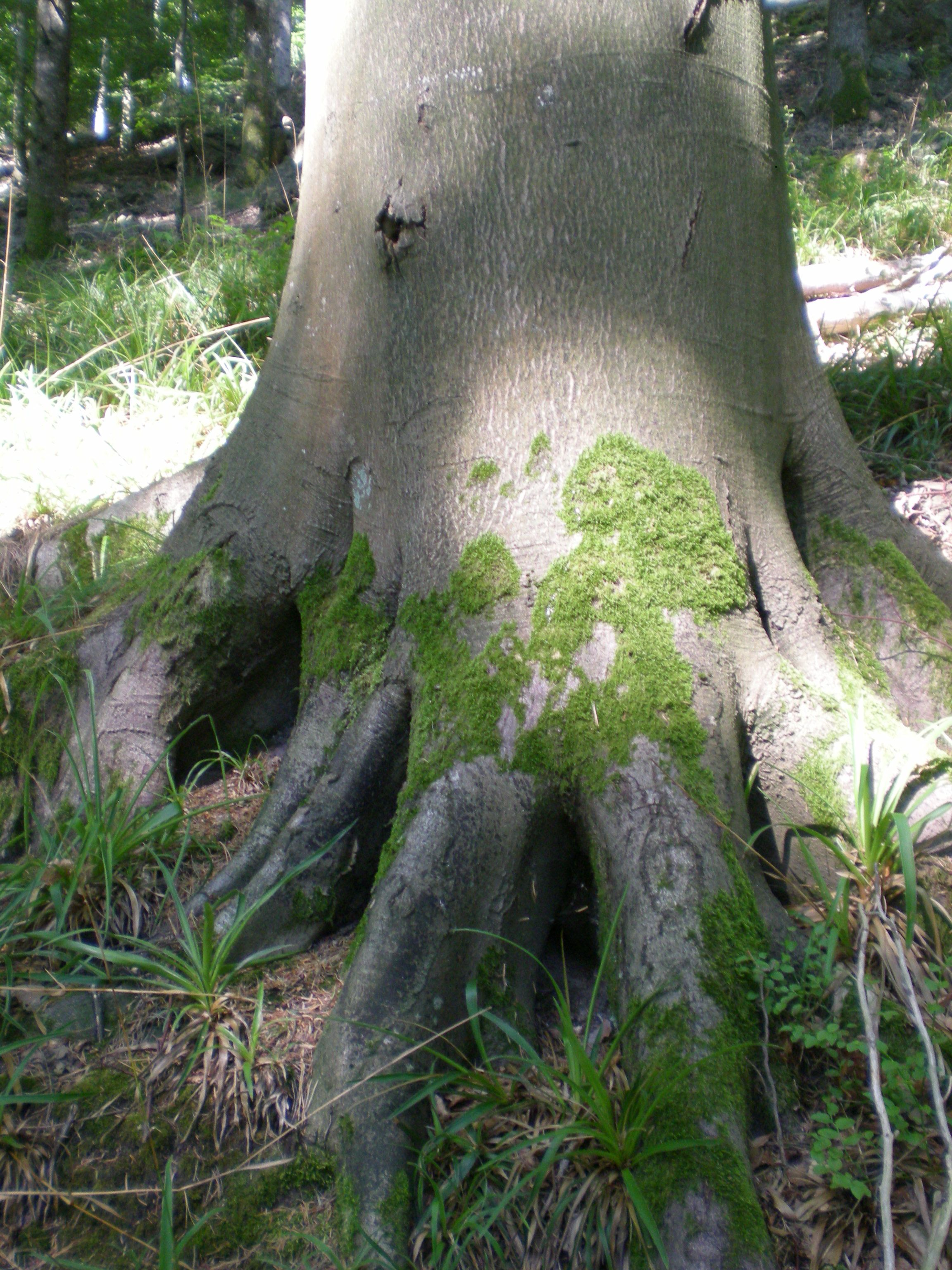
Stammfußhöhlen einer Rotbuche

Baumhöhlen gibt es in den unterschiedlichsten Größen und Formen. In den Höhlen entwickeln sich Mulmkörper und -taschen, Nester, mit Pilzen besiedelte Innenräume oder zerklüftete Gangsysteme und Totholzzonen. Je nach Baumhöhle gibt es Unterschiede in der Art der Pilze, dem Stadium der Holzzersetzung und der Durchfeuchtung, was dazu führen kann, dass sich Insekten in ihrer Art unterscheiden. Großhöhlen entwickeln sich über Jahrzehnte und werden von Vögeln, kleineren Säugetieren und Amphibien wegen des großen Nahrungsangebots und des stabilen Mikroklimas genutzt. Ein prominenter Besiedler von Mulmkörpern ist der Eremit. Höhlen können von höhlenbauenden Arten, wie dem Specht, gebaut und diese dann wiederum von Sekundärnutzern wie Bienen und Hornissen besiedelt werden.
Charakteristische Arten: Wildkatze (Felis silvestris), Siebenschläfer (Glis glis) und viele heimische Spechtarten

### Specht- und Asthöhlen
Eine Spechthöhle ist eine durch einen Specht erbaute Bruthöhle an einem lebenden oder abgestorbenen Baum. Spechthöhlen sind im oberen Kronenbereich (Kleinspecht) zu finden, an abgestorbenen Ästen, Hochstümpfen oder in mit Pilzen besiedelte Stammbereichen. Die Spechthöhlen bieten nicht nur Lebensraum für den Specht, sondern auch für eine große Anzahl weiterer Organismen wie zum Beispiel Insekten. Allerdings besiedeln die meisten Insektenarten erst nach einigen Jahren die Höhle, nachdem die Holzzersetzung weiter fortgeschritten ist. Wenn mehr als zwei Spechthöhlen in max. 2 m Abstand übereinander am Stamm vorzufinden sind, wird dies als Höhlenetage bezeichnet. Mögliche Gründe einer Etagenbildung sind: Bau von getrennten Schlaf und Bruthöhlen durch Schwarzspechte oder Erschaffen neuer Ersatzeingänge aufgrund von fortgeschrittener Zersetzung der bisherigen Eingänge. Andere Varianten: schwerwiegende Stamm- oder Borkenverletzungen aber auch Zersetzung durch Pilze mit anschließender Hohlraumbildung. Höhlenetagen sind potentielle Vorstufen einer Großhöhle. Sekundärbewohner von Spechthöhlen sind u. a. Hohltaube (Columba oenas) oder Sperlingskauz (Glaucidium passerinum).
Charakteristische Arten: Blauer Scheinbockkäfer (Ischnomera cyanea und Ischnomera caerulea), Waldkauz (Strix aluco), Goldfell-Schüppling (Pholiota cerifera).
Asthöhlen sind durch Astabbruch entstandene Faulhöhlen.
Charakteristische Arten: Schwarzspecht (Dryocopus martius), Spechtloch-Schillerporling (Inonotus niduspici), Haubenmeise (Lophophanes cristatus)

### Ausgehöhlte Stämme
Ausgehöhlte Stämme sind lange, röhrenförmige Höhlen im Stamm mit stabilen mikroklimatischen Verhältnissen. Ausgehöhlte Stämme haben häufig eine verdickte Stammbasis aufgrund vom Ligninabbau mit anschließender Holzerweichung. Der Pilz kann sich sowohl den Stamm hinauf bzw. bis zum Boden hinabarbeiten.
Charakteristische Arten: Bluthals-Schnellkäfer (Ischnodes sanguinicollis), Brandkrustenpilz (Hypoxylon deustum), Waldkauz (Stix aluco) und Haselmaus (Muscardinus avellanarius)

### Höhlen mit Mulmkörper

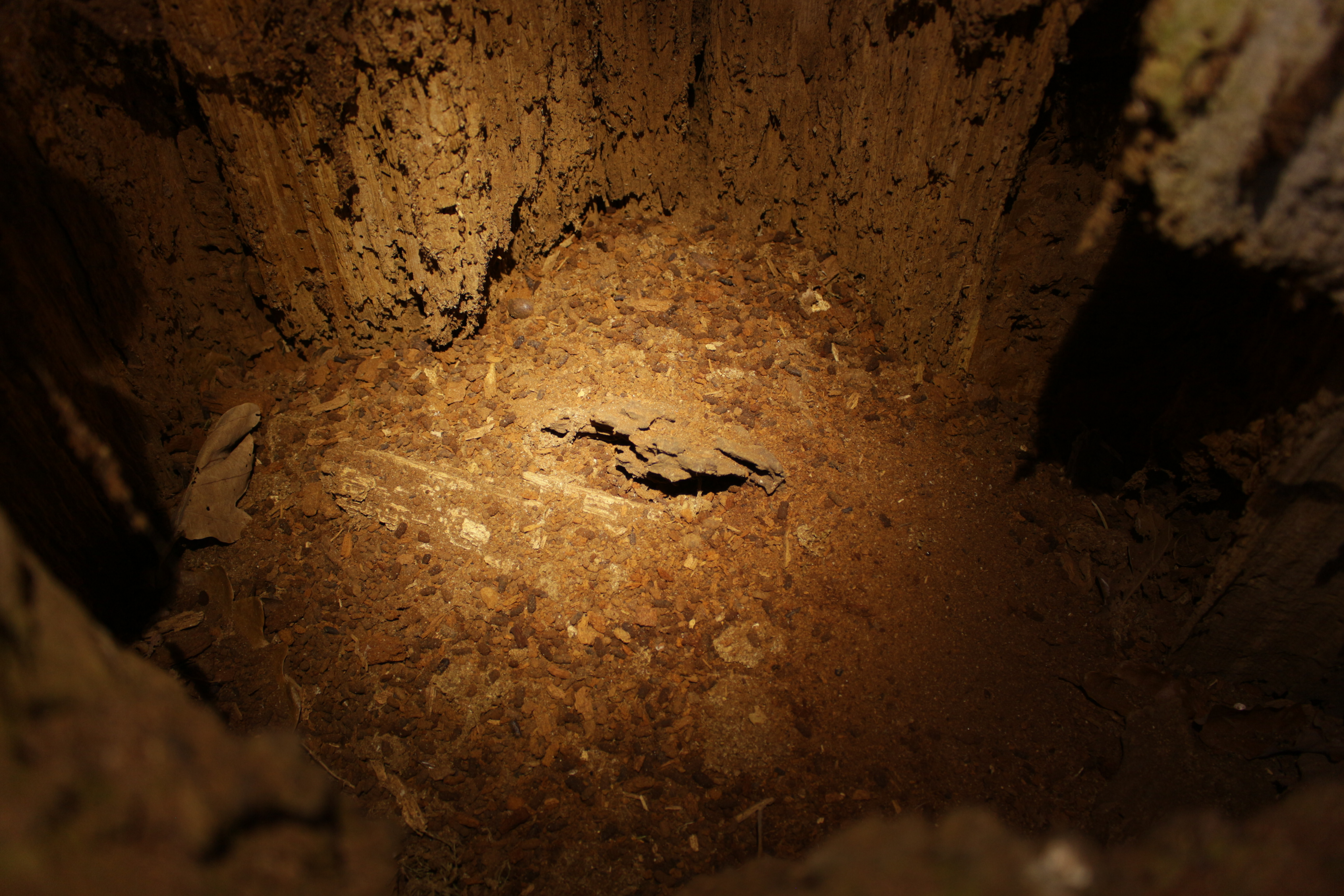
Blick in eine Baumhöhle mit Mulm

Höhlen mit Mulmkörper, sind Baumhöhlen die Holzmulm mit einer Menge von mind. 8 Litern enthalten. Über Jahrzehnte, greifen verschiedenste Pilzarten, auf eine deutlich weniger aggressive Weise, zum Überleben wichtige Bereiche am Baum an. Besonders Kambium und Splint werden auf diese Art angegriffen und in Folge von lignikolen Insekten zernagt und verkleinert. Initialpunkte sind offene, nicht von der Borke umgebene Brüche, Spalten, Risse, sowie aufgeschürfte Stellen oder kleinere Höhlungen. Holzameisen bilden in diesem sogenannten Nagemehl ihre Kolonien und zerkleinern dieses umso mehr (primärer Holzmulm). Zusätzliches organisches Material wird von Kleinsäugern, Vögeln und Insekten, wie Bienen oder Hornissen eingetragen was zu einem erhöhten Nährstoffangebot führt.
Charakteristische Arten: Eremit (Osmoderma eremita), Großer Rosenkäfer (Protaetia speciosissima), Ockerfarbene Hydrabasidie (Uthatobasidium ochraceum), Veilchenblauer Wurzelhalsschnellkäfer (Limoniscus violaceus), Haselmaus (Muscardinus avellanarius)

### Insektenlöcher

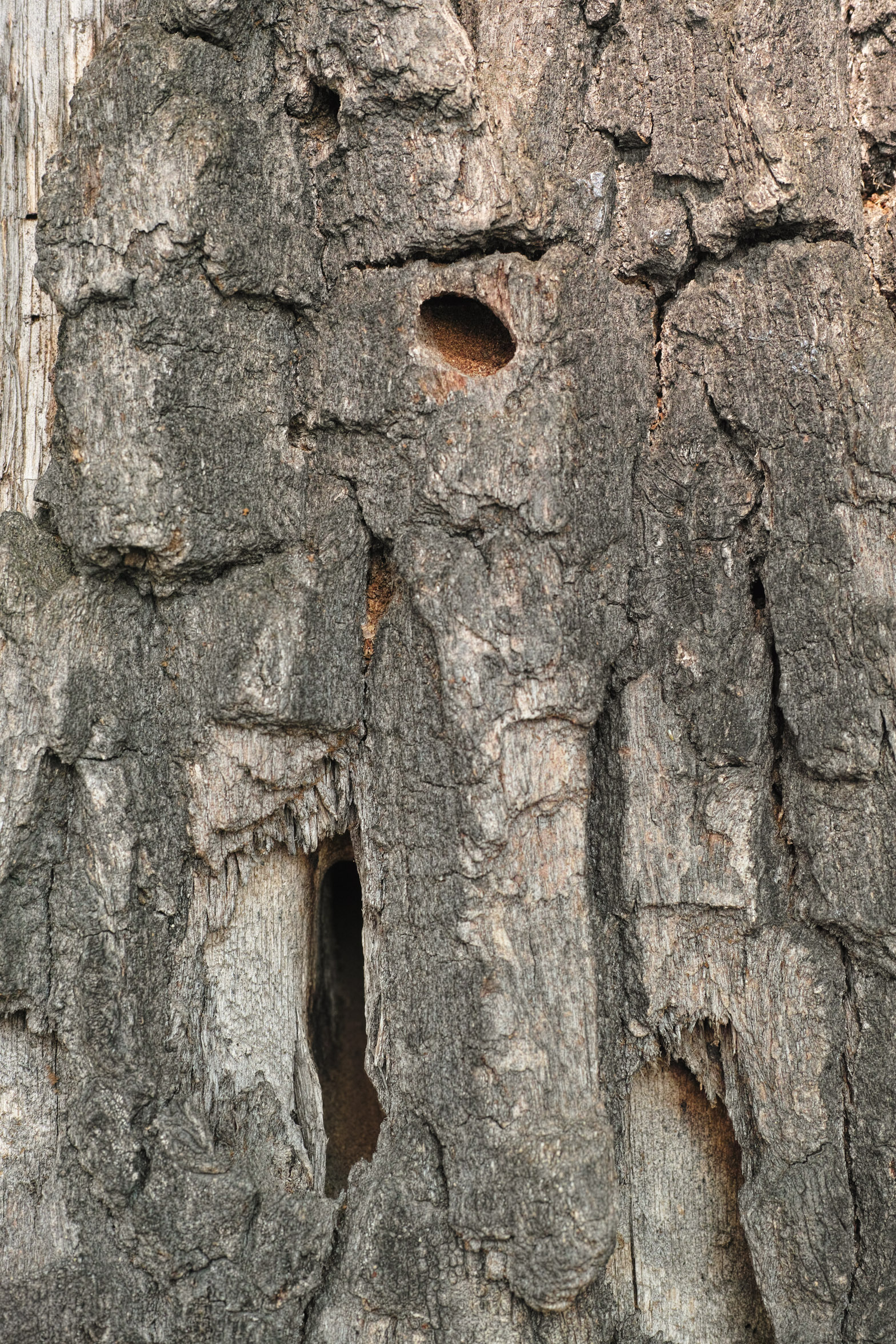
Schlupfloch des Heldbock (Cerambyx cerdo)

Als Insektenlöcher werden durch Insekten geschaffene Galerien und Bohrlöcher bezeichnet, wie sie beispielsweise durch Borkenkäfer geschaffen werden. Diese befallen bevorzugt geschwächte und absterbende Bäume und legen ihre Eier in der Rinde (Rindenbrüter) oder im Splintholz (Holzbrüter) ab. Damit einhergehend entstehen die gut erkennbaren Fraß- und Brutgänge. In diesen leben zahlreiche weitere Insektenarten, u. a. solche die räuberisch von den Borkenkäfern leben. Ein beeindruckendes Beispiel ist der Heldbock (Cerambyx cerdo), einer der größten Käfer in Mitteleuropa. Dessen Bohrlöcher sind so groß, dass sie von Fledermäusen als Winterquartier genutzt werden können.

### Vertiefungen
Wassertöpfe (Dendrotelme): nach obenhin geöffnete Ausbuchtungen oder -höhlungen mit der Möglichkeit der Wasseransammlung. Die Vertiefungen entstehende häufig durch Verletzungen. Typisch sind auch verzweigte oberirdischer Wurzeln an Stammfuß, eng nach oben gerichtete, zueinander stehenden Äste in Astgabelungen, Überwallungen an Zwieseln, Stammverwachsungen und Ausriss von Ästen. Der Wasserstand in den Wassertöpfen ist abhängig von Niederschlag und Verdunstung. Bei bleibender Ansammlung, ist ein Dendrotelm ein idealer Lebensraum und Reproduktionsort für Amphibien wie z. B. dem Laubfrosch (Hyla arborea). Pilzansiedlung an Faulstellen bei periodischer Austrocknung. Wassertöpfe beherbergen wenige aber dafür sehr spezialisierte Insektenarten.
Charakteristische Arten: Sumpffieberkäfer (Prionocyphon serricornes), Hummelschwebfliege (Mallota fuciformis)
Weitere Vertiefungen: Fraßlöcher von Spechten, rindenbedeckte Einbuchtungen am Stamm

## Stammverletzungen und freiliegender Splint

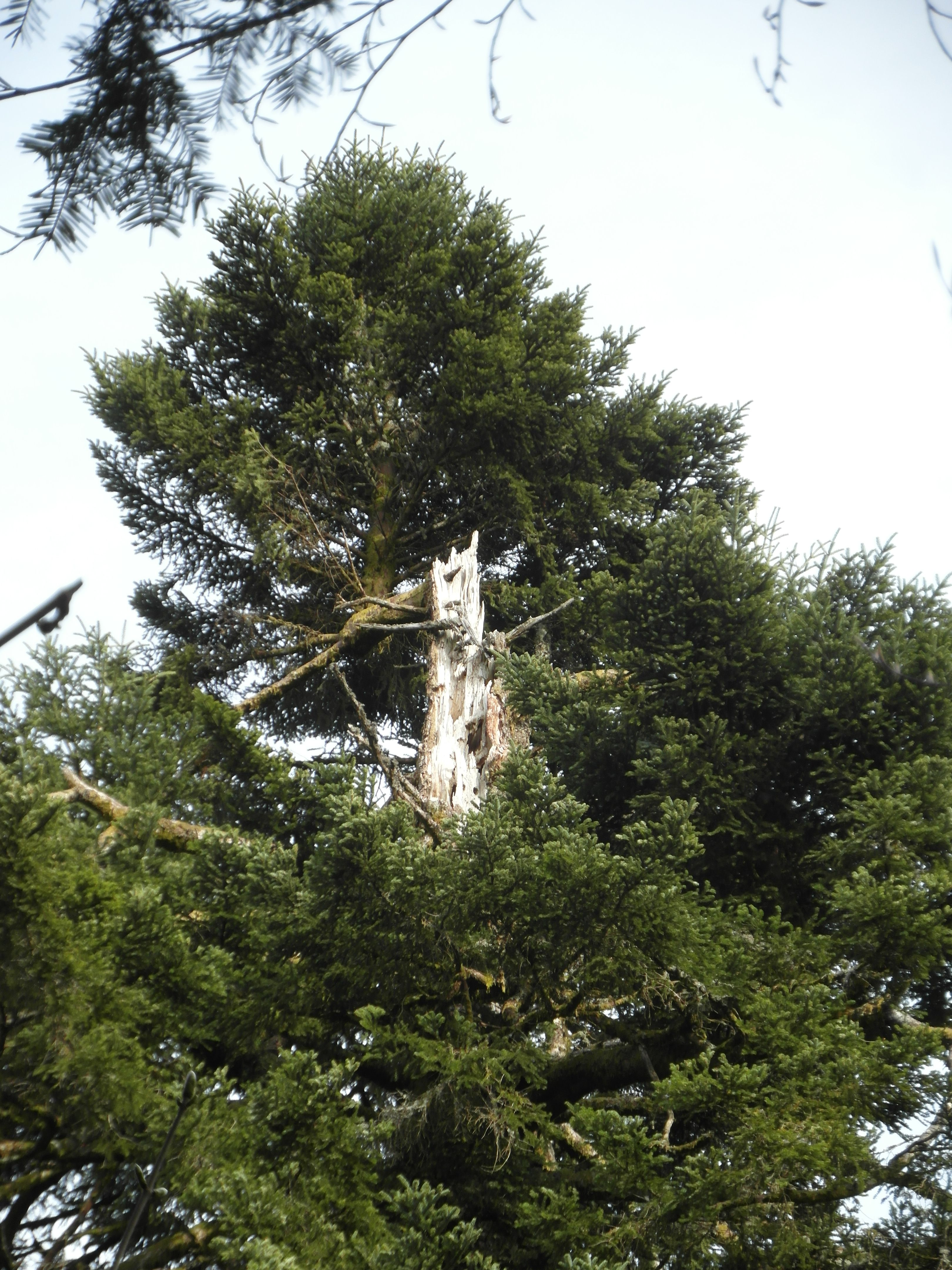
Tanne mit Stammbruch

### Blitzrinnen
Eine Blitzrinne ist eine Rinne, am Baumstamm, die durch Blitzeinschlag verursacht wird. Das nun offen gelegte Splintholz kann durch holzabbauende Pilze besiedelt werden. Entstehende Spalten können als Versteck genutzt werden.
Charakteristische Arten: Schwarzkäfer (Corticeus unicolor), Zwergfledermaus (Pipistrellus pipistrellus), Igel-Stachelbart (Hericium erinaceum)

### Risse und Spalten
Starke und mit der Zeit schädliche Spannungsverhältnisse im Baum können zu einer erweiterten Rissbildung in Stamm und Ästen führen. Dies entsteht in der Regel durch Ungleichverteilung der Kronenlast, Drehwuchs, Frosteinwirkung oder durch Starkwind ausgelöste extreme Krafteinwirkung. Im weiteren Verlauf können sich Risse und Spalten durch Ansiedlung von Pilzen zu Mulmhöhlen weiterentwickeln. Spalten werden ebenfalls als Versteck genutzt.
Charakteristische Arten: Schleimflusskäfer (Nosodendron fasciculare), Gartenbaumläufer (Certhia brachydactyla), Beulenkopfbock (Rhamnusium bicolor), Großer Lindenprachtkäfer (Scintillatrix rutalins)

### Schürfstellen
Relativ großflächige Störstellen der Rinde am Stamm oder Stammfuß bezeichnet man als Schürfstellen. Diese entstehen durch umfallende Nachbarbäume, abbrechende Kronenteile oder auch Wildschaden, aber auch durch Holzerntemaßnahmen. Mögliche Folgen sind Pilz- und Insektenbefall durch ein fehlende Borke.
Charakteristische Arten: Buchen-Kammkäfer (Isorhipis melasoides), Goldfell-Schüppling (Pholiota cerifera), Rosthaarbock (Anisarthron barbipes)

### Kronen- und Teilkronenbruch
Bei Kronenbruch ist mehr als die Hälfte, bei Teilkronenbruch weniger als die Hälfte der Krone abgebrochen, jedoch muss mindestens ein Starkast der 1. Ordnung betroffen sein. Der Abbruch führt sehr schnell zu tiefgehenden Verletzungen am Stamm, die Folge ist eine rasche Ansiedelung von Pilzarten mit dem Ergebnis einer schnell größer werdenden Höhle bis hin zur Großhöhle.
Charakteristische Arten: Augenfleckenbock (Mesosa curculionoides), Gelbschuppiger Schnellkäfer (Lacon quercus), Rothalsiger Scheinbockkäfer (Ischnomera sanguinicollis), Gewöhnlicher Austernseitling (Pleurotus ostreatus), Körnerbock (Megopis scabricornis)

### Stammbruch
Im Falle eines Stammbruchs bricht die Baumkrone ganz ab, allerdings kann sich aus Zweigen eine Ersatz- oder Sekundärkrone entwickeln, während der Stammbereich fast vollständig abgestorben ist.
Charakteristische Arten: Bluthals-Scheinbockkäfer (Ischnomera sanguinicollis), Mattschwarzer Schnellkäfer (Megapenthes lugens), Zwergschnäpper (Ficedula parva)

### Zwieselabbruch

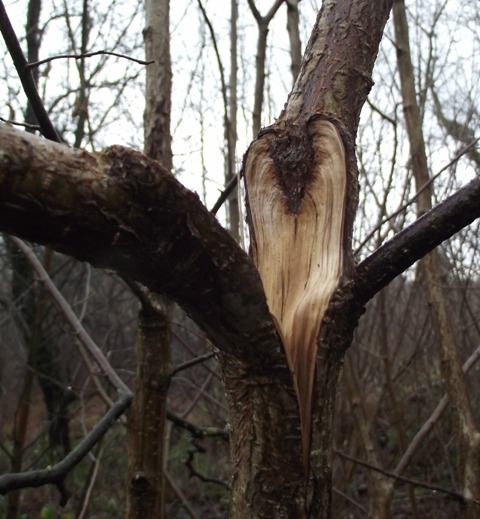
Zwieselbruch einer Gemeinen Hasel

Kompletter Abbruch eines Zwieselstammes am Ansatz des Zwiesels führt dazu, dass Splint- und Kernholz freigelegt wird. Dies ist die Vorstufe für mit Pilzen besiedeltes Holz, Mulmtaschen und Vertiefungen/Höhlen.
Charakteristische Arten: Lungen-Seitling (Pleurotus pulmonarius), Blutroter Hautkopf (Cortinarius sanguineus), Buchenbuntkäfer (Tillus elongatus)

### Rindentaschen
Abgelöste Rindenteile an absterbenden oder bereits toten Baumbereichen sind Rindentaschen. Nutzung durch/Schutz für Insekten bzw. Brutplatz/Versteck für Vögel z. B. Baumläufer und einigen Fledermausarten wie z. B. Mopsfledermaus (Barbastella barbastellus). Fließender Übergang zwischen Rindentaschen mit oder ohne Mulm.
Mulmtaschen sind Rindentaschen mit angesammeltem Nagemehl, Nistmaterial, Holzmulm und kleinen Holzstücken, häufig vermischt mit nährstoffreichem organischem Material (Beutereste oder Kot von Gliederfüßern). Wegen Nährstoffreichtum findet häufig ein Pilzbefall statt, z. B. durch Tintlinge und Mürblinge.
Charakteristische Arten: Pelzkäfer (Trinodes hirtus), Mopsfledermaus (Barbastella barbastellus), Siebenschläfer (Glis glis)

## Kronentotholz
Tote Äste im unteren Kronenbereich entstehen u. a. durch Beschattung, abgestorbene Kronenspitzen durch Trockenstress und Starkastabbruch durch mechanische Einwirkung. Durch die Öffnung des Kronendachs profitieren hauptsächlich licht- und wärmeliebende Insektenarten. Das Totholz in lebenden Bäumen kann trotzdem durch Transpirations- und Assimilationsströme teilweise weiterhin versorgt und mit Pilzmyzelien verbunden sein.
Charakteristische Art: Tannenstachelbart (Hericium flagellum)

## Wucherungen

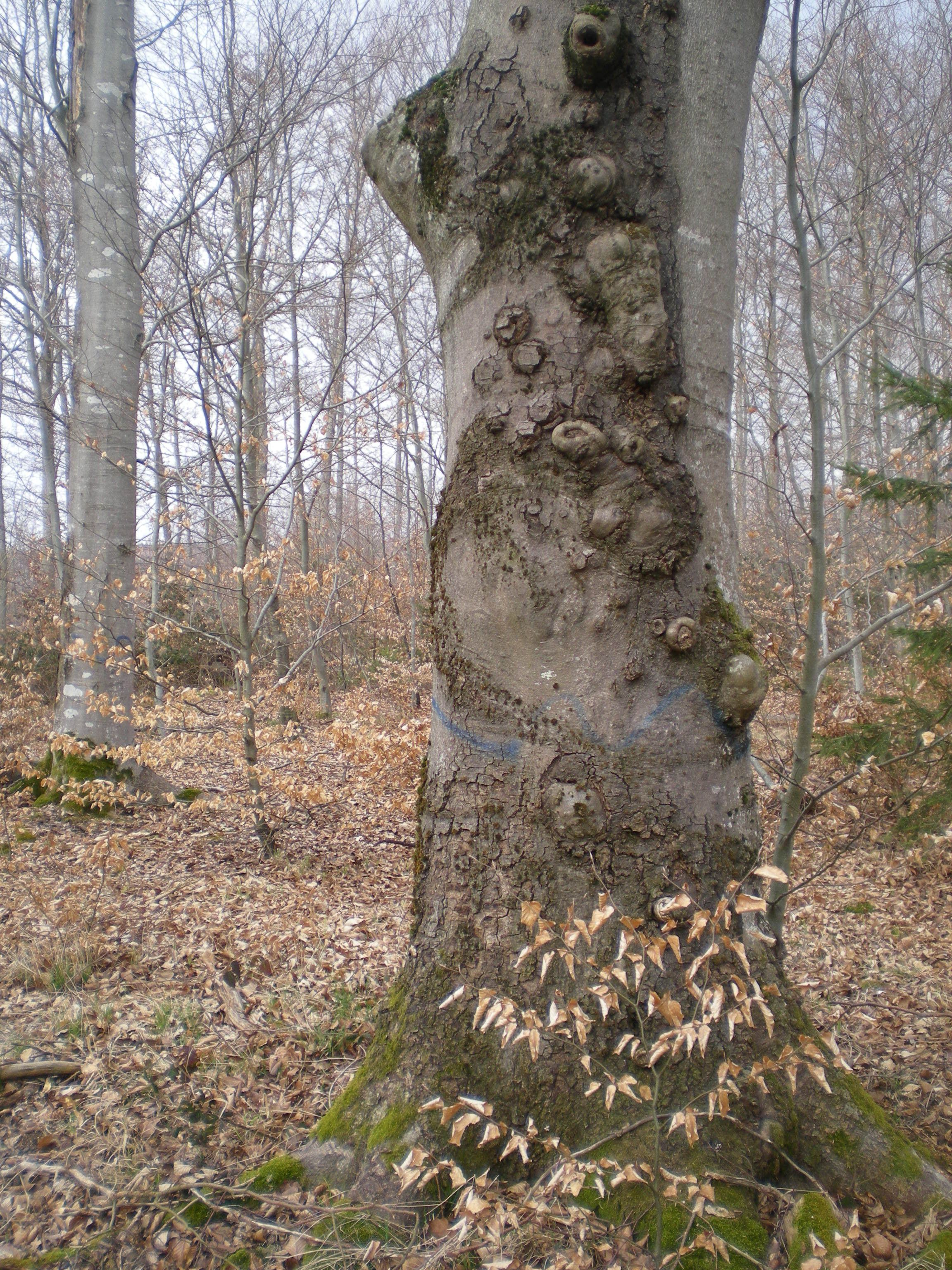
Wucherung am Stamm

Krebs: Ungleichmäßige Beulenbildung an Ast und Stamm. Auslöser sind sich in der Rinde befindende Bakterien bzw. Pilze, z. B. Schlauchpilze der Gattung Nectria. Resultat ist ein versuchter Wundverschluss an den Bereichen von abgetöteten Rindenteilen. Dieser bietet Lebensraum für Pilze und Arthropoden und stellt infolgedessen eine geeignete Nahrungsquelle für viele Vogelarten dar.
Maserknollen: Häufig durch den Mikroorganismus Agrobacterium tumefaciens ausgelöst, zwingt den Wirt zu einem überdurchschnittlichen Wachstum. Die Risse und Spalten bieten Lebensraum für Pilze sowie Gliederfüßer. Im Laufe der Zeit kann sich eine Großhöhle ausbilden.
Charakteristische Arten: Eichenglasflügler (Synanthdon conopiformis), Wespenglasflügler (Synanthdon vespiformis), Baummarder (Martes martes), Mittelspecht (Dendrocopos medius)
Hexenbesen: Dauerhafte Bildung vieler kurzer Zweige als Folge eines Pilzbefalls.
Wasserreißer: Spross, der nach einer Verletzung bzw. nach Veränderung der Lichtverhältnisse aus einer schlafenden Knospe im Bereich des Stammes austreibt.

## Pilzfruchtkörper

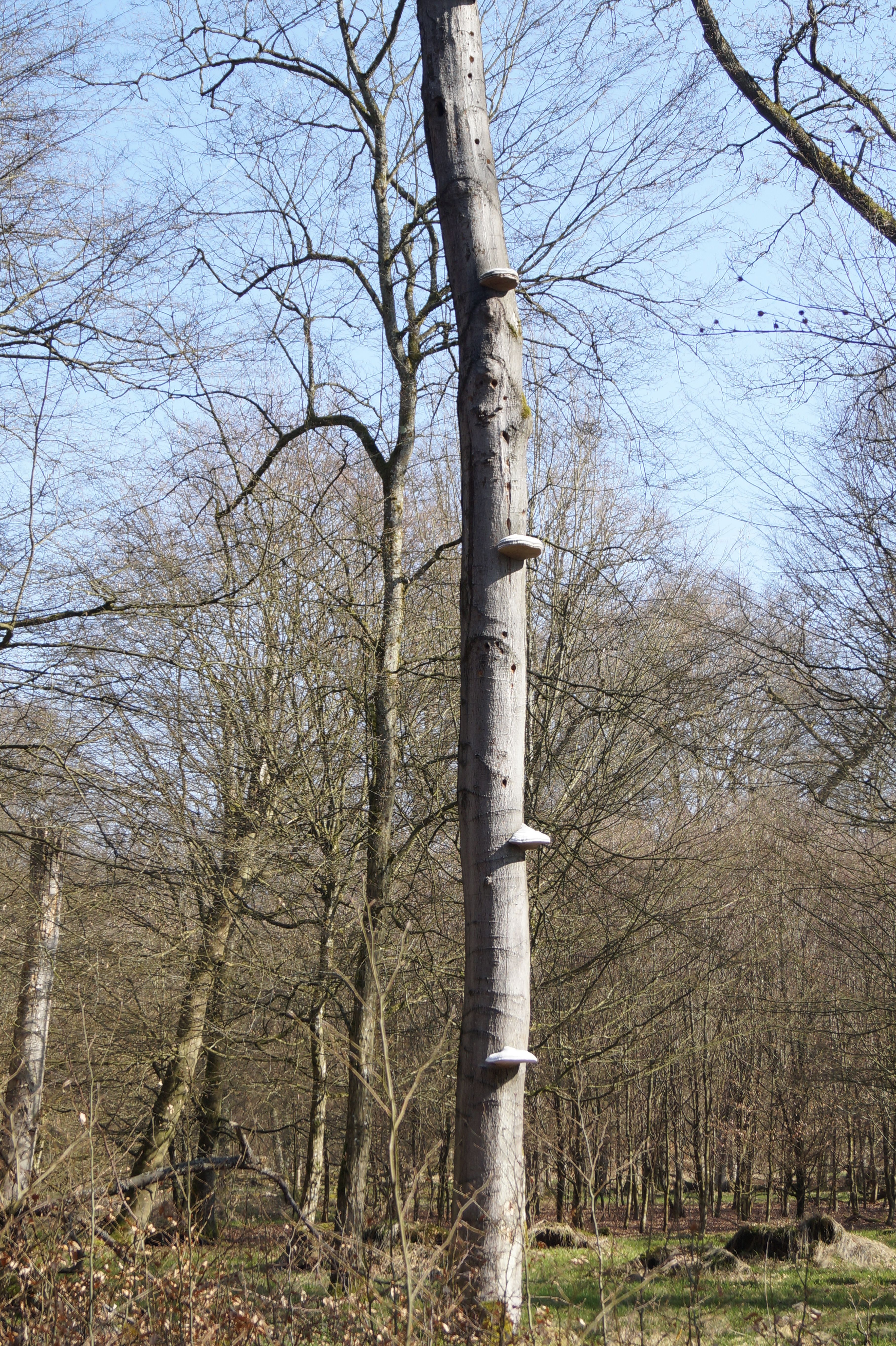
Pilzfruchtkörper am Stamm

Zu unterscheiden sind mehrjährige (mehrjährige Porlinge), kurzlebige Pilzfruchtkörper (einjährige Porlinge, Ständerpilze, große Schlauchpilze) und Schleimpilze. Zunder- und Baumschwämme (Fomes fomentarius, Fomitopsis pinicola) sind neben weiteren Vertretern die häufigsten lignikolen Pilze, die mit ihren Fruchtkörpern ein Baum-Mikrohabitat ausbilden können.

### Zunderschwammbäume
Der Zunderschwamm kann sich nur in lebenden, durch natürliche Alterung oder durch z. B. Trockenstress oder mechanischer Verletzungen bereits vorgeschädigter Bäume ansiedeln. Die Fruchtkörper bieten in unterschiedlichen Zersetzungsstadien Lebensraum für bis zu 600 verschiedene Arten.
Charakteristische Arten: Olivfarbener Holzbecherling (Catinella olivacea), Kerbhalsiger Baumschwammkäfer (Bolitophagus reticulatus), Kleinspecht (Dendrocopos minor), Gewöhnliches Krausblattmoos (Ulota crispa)

### Baumschwammbäume
Baumschwammbäume sind Bäume mit Fruchtkörper des rotrandingen Baumschwamms. Wachstum erfolgt an noch lebenden aber bereits geschwächten oder sogar abgestorbenen Laub- und Nadelbäumen.
Charakteristische Arten: Schmetterlingstramete (Trametes versicolor), Kerbhalsiger Schimmelkäfer (Pteryngium crenatum), Echte Motte (Triaxomera fulvimitrella)
Weitere Arten: Zahnhalsiger Baumschwamm-Schwarzkäfer (Eledonoprius armatus), Blauflügeliger Faulholzkäfer (Triplax aenea), Schwarzspecht (Dryocopus martius)

## Epiphytische, epixylische und parasitische Strukturen

### Kletterpflanzenbäume bzw. Flechten- und Moospolsterausbildung

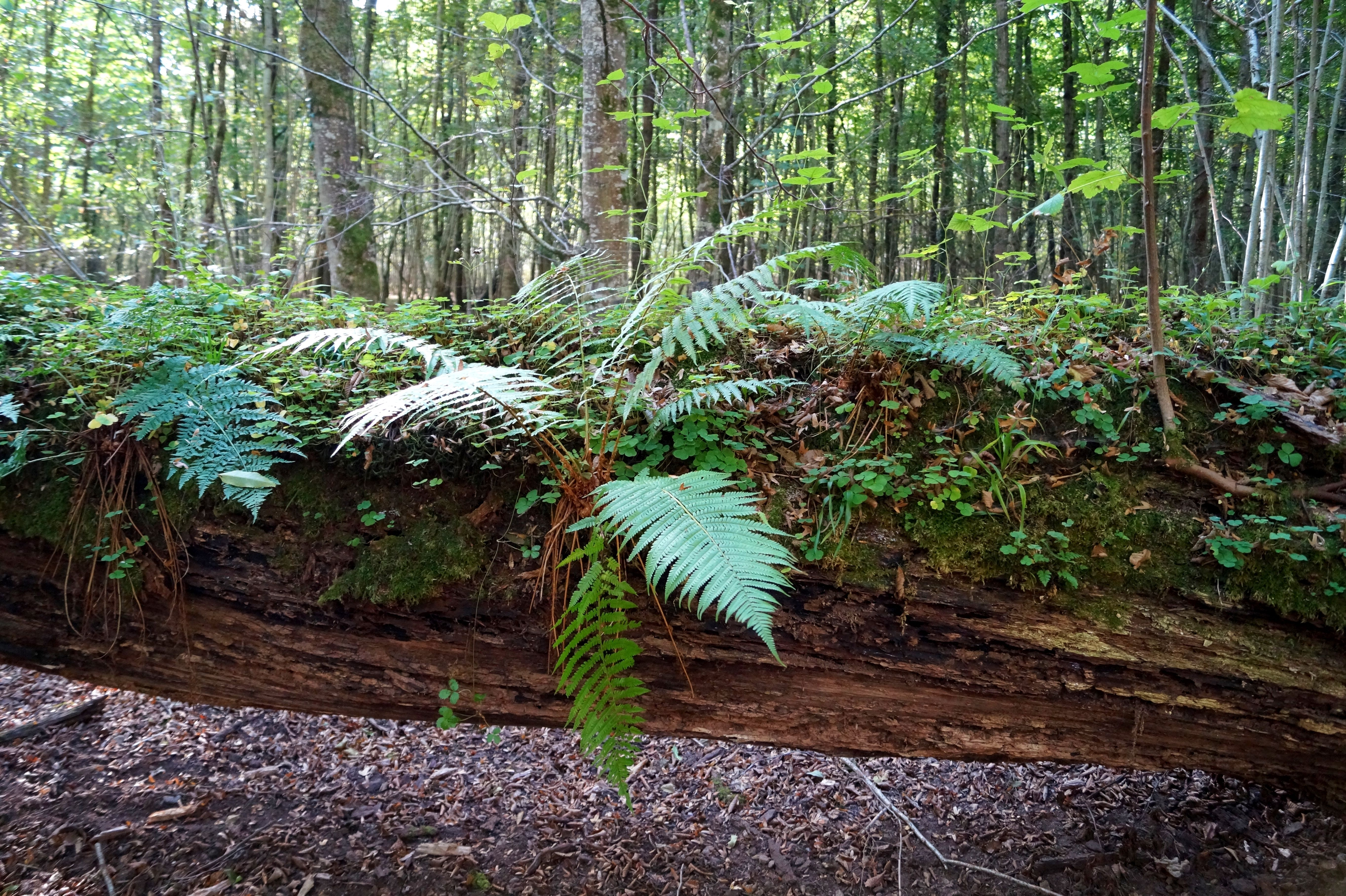
Epiphytenbewuchs auf Totholz

Mindesthöhe und Deckung von Kletterpflanze: 3 m und 2 m². Die Verflechtung der Ranke dient als Kletterhilfe aber auch als Rastplatz/Ruheort für z. B. Wildkatzen, gleichzeitig dient sie als Brut- und Schlafplatz für Vögel. Die Pflanzenbedeckung stabilisiert ein feuchtes Mikroklima ideal für eine artenreiche Pilzflora. Moos speichert lange Feuchtigkeit und führt zur initialen Bildung von Humus. Es beherbergt zusammen mit dem Flechtenbewuchs eine große Zahl an unterschiedlichen Pilzarten.
Charakteristische Arten sind: Blauer Rindenhelmling (Mycena pseudicorticola), Baummarder (Martes martes), Wildkatze, Zaunkönig (Troglodytes troglodytes)

### Horstbäume
Horste (große Nester) werden von einigen Vogelarten wie See-, Fisch- und Schreiadler, Habicht, Sperber, Reihern und Störchen angelegt. Voraussetzungen sind große Kronen, gute Anflugschneisen und passende, starke Aststrukturen. Einige Vogelarten benutzen schon existierende Horste, wie z. B. die Waldohreule (Asio otus), weitere Arten benutzen kleinere Horste anderer Vögel als Grundlage, den eigenen Horst darauf zu errichten, beispielsweise der Mäusebussard (Buteo buteo).
Charakteristische Arten, die Horste besiedeln bzw. mitnutzen: Stutzkäfer (Histeridae), Kurzflügler (Haploglossa gentilis).

### Mikroböden in Rinde und Krone
Mikroböden sind durch Zersetzung entstandene Humusformen in Rinde und Krone.

## Ausflüsse
Saftfluss: Deutlich sichtbarer, erheblicher Saftfluss, der vorwiegend an Laubbaumarten vorkommt. Der Saftfluss ist eine Abwehrreaktion des Baumes in Folge kleiner Verletzungen oder Pilzinfektionen und gleichzeitig eine wichtige Nahrungsquelle für viele Käferarten. Dem Hirschkäfer (Lucanus cervus) dienen die zuckerreichen Saftflusstellen an der Eiche zusätzlich als Paarungsplätze.
Harzfluss: Nach Verletzungen, beispielsweise durch Astabbrüche, Schädigung der Rinde durch Fällung oder Insektenbefall, versuchen Nadelbäume die Wunde durch Harzfluss zu verschließen und so den Eintritt von Schadorganismen zu verhindern.
Charakteristische Art: Goldkäfer (Protaetia spp.)

## Anwendung und praktische Bedeutung
Baum-Mikrohabitate sind im Vergleich zu einzelnen Arten ortstreue Strukturelemente, welche sich leicht erfassen lassen. Durch die Möglichkeit einer Verknüpfung von Baum-Mikrohabitaten mit assoziierten unter Umständen gefährdeten Arten kann Baum-Mikrohabitaten eine Indikatorfunktion zugesprochen werden. Ziel einer Klassifizierung und Beschreibung von Baum-Mikrohabitaten (z. B. in Form eines detaillierten Katalogs) ist es, diese standardisiert, umfassend und wiederholbar zu kartieren. So können auf Basis der Vielfalt und Anzahl von Baum-Mikrohabitate Rückschlüsse auf mögliches Artvorkommen gezogen werden.
In einem Baum-Mikrohabitat-Katalog sind detaillierte Beschreibungen und Illustrationen zu finden, die als Orientierung dienen. Die Erfassung bildet das Besiedlungspotential für Mikrohabitat-abhängige Arten wie z. B. bestimmte Vögel-, Insekten- und Pilzarten ab, anstatt aktiv nach diesen Arten suchen zu müssen. Ob diese Arten jedoch tatsächlich die gefundenen Strukturen besiedeln und ob nicht noch weitere Arten genauso wichtig sind oder diese Strukturen besiedeln, bleibt ohne Spezialuntersuchungen unklar.

### Marteloskop
Ein Marteloskop ist ein Konzept für die waldbauliche Aus- und Weiterbildung. Es dient als Demonstrations- und Trainingsfläche für die Berücksichtigung von naturschutzfachlichen Aspekten in forstlicher Bewirtschaftung. Auch um Baum-Mikrohabitate und deren Bedeutung oder Funktion im Ökosystem Wald zu veranschaulichen sind Marteloskope ein nützliches Instrument. Im Vordergrund stehen der Erfahrungsaustausch sowie eine waldbauliche Trainingsdurchführung. Marteloskope sind abgegrenzte Flächen in einem realen Baumbestand. Mit Hilfe einer Software können unterschiedliche Behandlungsszenarien dargestellt werden. Primäre Ziele sind eine objektive Anschauung und Diskussion über simulierte waldbauliche Eingriffe sowie eine Darstellung der daraus resultierenden ökologischen und ökonomischen Auswirkungen. Um dies zu gewährleisten, wird der gesamte reale Baumbestand im Vorfeld kartiert und nummeriert. Einzelbäume werden nach ökologischen (Aufnahme nach festgesetztem Standard von existierenden und potentiellen Baum-Mikrohabitaten nach Kriterien im Katalog und nach Seltenheit bzw. Dauer der Entstehung) und ökonomischen (Volumenberechnung, aktuelle und regionale Preislisten und zukünftige Qualitätseinschätzung) Kriterien bewertet.